# Ceraspis innotata
Ceraspis innotata är en skalbaggsart som beskrevs av Blanchard 1850. Ceraspis innotata ingår i släktet Ceraspis och familjen Melolonthidae. Inga underarter finns listade i Catalogue of Life.